# Knockando

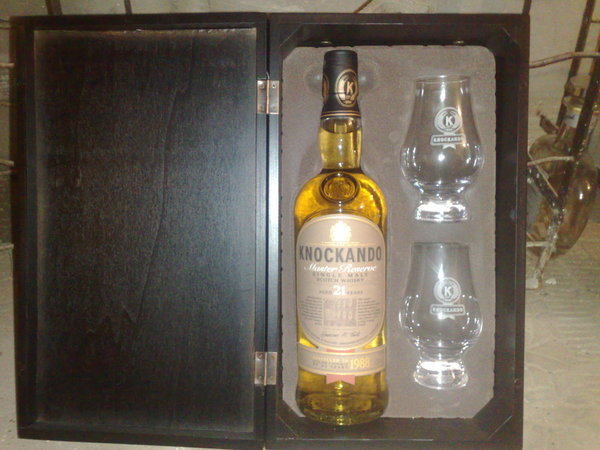
Coffret de dégustation Knockando Master Reserve 21 ans d'âge.

Knockando ("petite colline noire" en gaélique écossais) est une distillerie de whisky du Speyside près de Ballindalloch dans le Moray, en Écosse. Elle produit un single malt classique, avec des alambics de forme conique (classic pot still) pour la première distillation et des alambics à compartiment sphérique (boil ball) pour la seconde distillation.

## Histoire

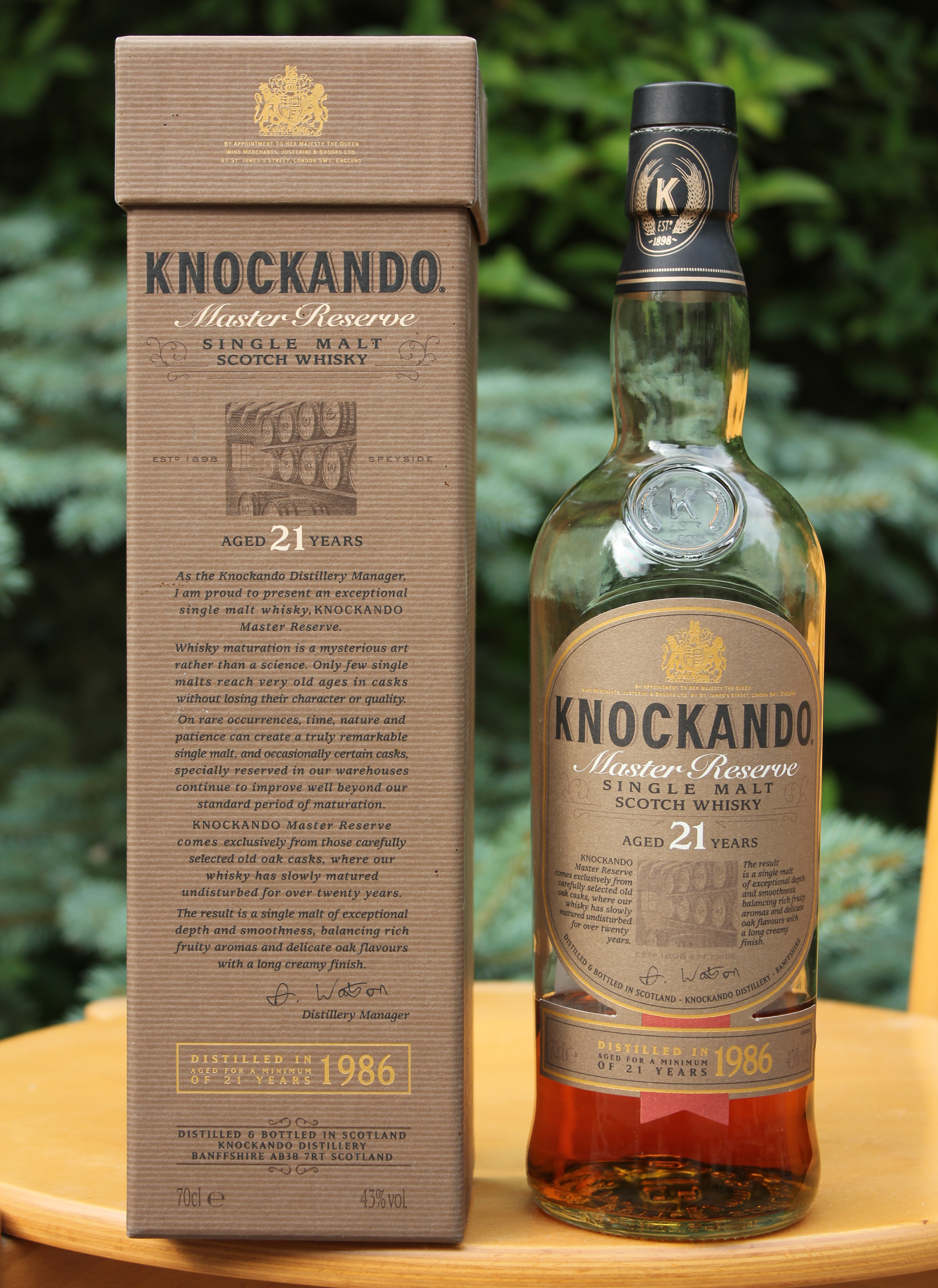
Bouteille de whisky Knockando Master Reserve Single Malt 21 ans.

La distillerie a été créée par John Thompson en 1898, près de la source de la Cardnach, dont il avait acquis le droit exclusif de pompage. La distillerie a adopté le nom de l'agglomération voisine, un village comptant aujourd'hui deux cents habitants, entouré de forêts où on peut trouver nombre de buses.
À sa construction, la distillerie était la première à être équipée de l'éclairage électrique. Cependant, cette modernité illustrait aussi la facilité avec laquelle des capitaux pouvaient être alors levés dans l'industrie du whisky : la « bulle du whisky » explosa cette même année 1898, lorsque les frères Robert & Walter Pattison firent faillite. Si la production démarra en mai 1899, la « crise des Pattison » entraina l'arrêt de la distillerie dix mois plus tard.
En 1900, la distillerie est fermée et devient propriété de J. Thomson & Co.
La distillerie fut rachetée par W&A Gilbey Ltd, célèbre producteur de gin de Londres en 1904, qui consolida la croissance de l'entreprise. En 1905, la distillerie fut connectée au chemin de fer d'Écosse du Nord, qui reliait Grantown-on-Spey aux grandes villes du Nord-Est de l'Écosse.
Comme la plupart des distilleries écossaises, la distillerie de Knockando fut arrêtée pendant les deux Guerres mondiales.
En 1962, W&A Gilbey Ltd devint International Distillers and Vintners Ltd lors de la fusion entre W. & A. Gilbey et Unwin's, propriétaire de Justerini & Brooks. Le nouveau management modernisa les installations en 1969: la production doubla alors grâce au passage de deux à quatre alambics. Knockando devint propriété de GrandMet (Grand Metropolitan Hotels) en 1975, qui devint le groupe Diageo en 1997, lors de la fusion de GranMet avec Guinness PLC.
Son single malt est toujours embouteillé en versions millésimées, et la vente de single malt qui a commencé en 1878 a amené Knockando à la huitième place des exportateurs de Single Malt. Cependant, 8 % seulement sont vendus sous forme de single malt, le reste étant utilisé dans les blended whiskys Justerini & Brooks et Spey Royal,.

## Embouteillages
- Knockando Season 12 ans 40 %. Ce single malt dominé par la céréale (orge malté), est un whisky léger destiné à l'apéritif.
- Knockando Season 12 ans 43 %. Amande, noisette, vanille et raisin rouge ; sucré, légèrement fumé.
- Knockando Slow Matured 18 ans 43 %. Cette version, au vieillissement soigné, est principalement réservée au marché français.
- Knockando Master Reserve 21 ans 43 %. Ce single malt provient de l'assemblage de plusieurs fûts de xérès soigneusement sélectionnés par le directeur de la distillerie, Innes Shaw.

## Caractéristiques du Knockando
- Terroir : Speyside
- Distillerie : Knockando
- Maitre distillateur : Duncan Tait
- Age : 12ans
- Particularité : Single malt millésimé
- Notes : Amandes, noisettes, toffee, bois
- Corps : léger et crémeux